# Durval de Barros
Durval de Barros ou Duval de Barros é um bairro da cidade de Ibirité . É uma região do município que faz divisa com Belo Horizonte e Contagem, inclusive com algumas pequenas partes do distrito pertencentes aos dois municípios . O bairro surgiu em meados dos anos 70, fruto da expansão imobiliária e do crescimento urbano acelerado da Grande BH. Tal crescimento se deve à criação de um Centro Industrial próximo ao bairro 
O bairro possui como principal via comercial e de ligação a Avenida Coronel Durval de Barros , onde se encontra a Igreja de Nossa Senhora Aparecida e São Miguel, ponto de referência para quem não conhece a região. Aos domingos o trânsito é interditado em parte da avenida principal  para o funcionamento da tradicional feira de variedades. O bairro é um dos pólos comerciais da cidade de Ibirité. Apesar da ausência de serviços como agências bancárias ou dos correios, atrai um grande contingente de moradores de bairros vizinhos, que usufruem de comércio diversificado e de eventos esporádicos . Desde 1977 foi instalado um Cartório na Avenida Coronel Durval de Barros, 50, sobreloja, posteriormente o cartório foi transferido para a praça Zulmira Campos, onde permaneceu por cerca de 30 anos e se tornou a principal referência do bairro. Atualmente o cartório está localizado na Avenida Coronel Durval de Barros, 593, loja 2 e subsolo. O Durval de Barros é servido por diversas linhas de ônibus, que ligam a região às áreas centrais de Belo Horizonte, Contagem, Ibirité; à Estação Eldorado, à região do Barreiro, à Estação Diamante e ao BH Shopping.
O fato de Durval de Barros pertencer a três cidades (Ibirité, Contagem e Belo Horizonte) provoca muitas confusões aos que não conhecem a região e ficam sem saber a qual cidade o bairro de fato pertence, além do fato de que tal situação dificulta a vida de investimentos .